# Fabrik Otto Kunze
Die unter Denkmalschutz stehende Fabrik Otto Kunze ist ein historisch bedeutendes Bauwerk der Strumpfstadt Oberlungwitz. Das dreigeschossige Gebäude im Stil von Art déco wurde 1925 errichtet. Otto Kunze war einer der Ersten, der in Oberlungwitz mit der Produktion von Strümpfen begann.

## Geschichte
1864 gründete Ferdinand Kunze die „Strumpffabrik Kunze KG Oberlungwitz“.
1888 übernahm Otto Kunze die Geschäftsführung.
1925/26 errichtete Otto Kunze ein neues Fabrikgebäude an der Hofer Straße in Oberlungwitz.
1945 war die Gründung der „Otto Kunze KG“.
1972 folgte die Verstaatlichung zum „VEB Modestrumpf Oberlungwitz“.
1979 kam es zur Angliederung an das Strumpfkombinat „ESDA“ in Thalheim.
1983 wurde die Fabrik Teil des „VEB Turmalin Hohenstein-Ernstthal“.
1990 erfolgte die Umwandlung des „VEB Turmalin Hohenstein-Ernstthal“ in die „Turmalin-Strumpfwaren GmbH“, später wird das Unternehmen durch „RoGo“ weitergeführt.
Im Jahr 2015 erfolgte das Produktionsende.
Das Gebäude wurde in den Jahren 2017 bis 2019 saniert und wird seitdem als Seniorenresidenz „Wohn Park Kunze“ genutzt.

## Produkte
- Herrensocken
- Damenstrümpfe
- Strick- und Wirk-Krawatten